# Кетупат
Кетупа́т (індонез. і малай. ketupat) — національна страва країн Південно-Східної Азії, зокрема, Індонезії, Малайзії, Сінгапуру, Брунею, Філіппін. В Індонезії та на Філіппінах поширена також під різними місцевими назвами. Являє собою невеликий брикет рису, зварений в щільній оболонці з пальмового або, рідше, бананового листя. Є важливим атрибутом святкового столу, особливо під час мусульманського свята Ураза-байрам.

## Походження та поширення
Кетупат є одним з традиційних способів приготування рису — основної зернової культури регіону - на більшій частині Малайського архіпелагу, Малайського півострова та Філіппін. Для Індонезії, Малайзії, Сінгапуру та Брунею назва «кетупат» є спільною - з невеликими фонетичними варіаціями. При цьому в Індонезії, поряд з основною назвою в окремих регіонах використовуються і особливі, місцеві: наприклад, на західній Яві в обігу назва «купат» (сунд. kupat), на Південному Сулавесі — «боконг» (буг. bokong). На Філіппінах серед різних народностей ця страва поширена під різними назвами: «бугной» (тагал. bugnóy), «патупат» (памп. patupat), «таму» (сулу ta'mu), «Пусо» (себ. pusô) та ін  .
Кетупат зобов'язаний своїм походженням необхідності заготовки рису про запас - щільна обгортка з пальмового листя забезпечує досить тривале збереження продукту. Крім того, компактна і практична форма згортку полегшує його транспортування - за рахунок цього кетупат історично був найважливішим їстівним запасом сухопутних і морських мандрівників .

## Приготування та різновиди

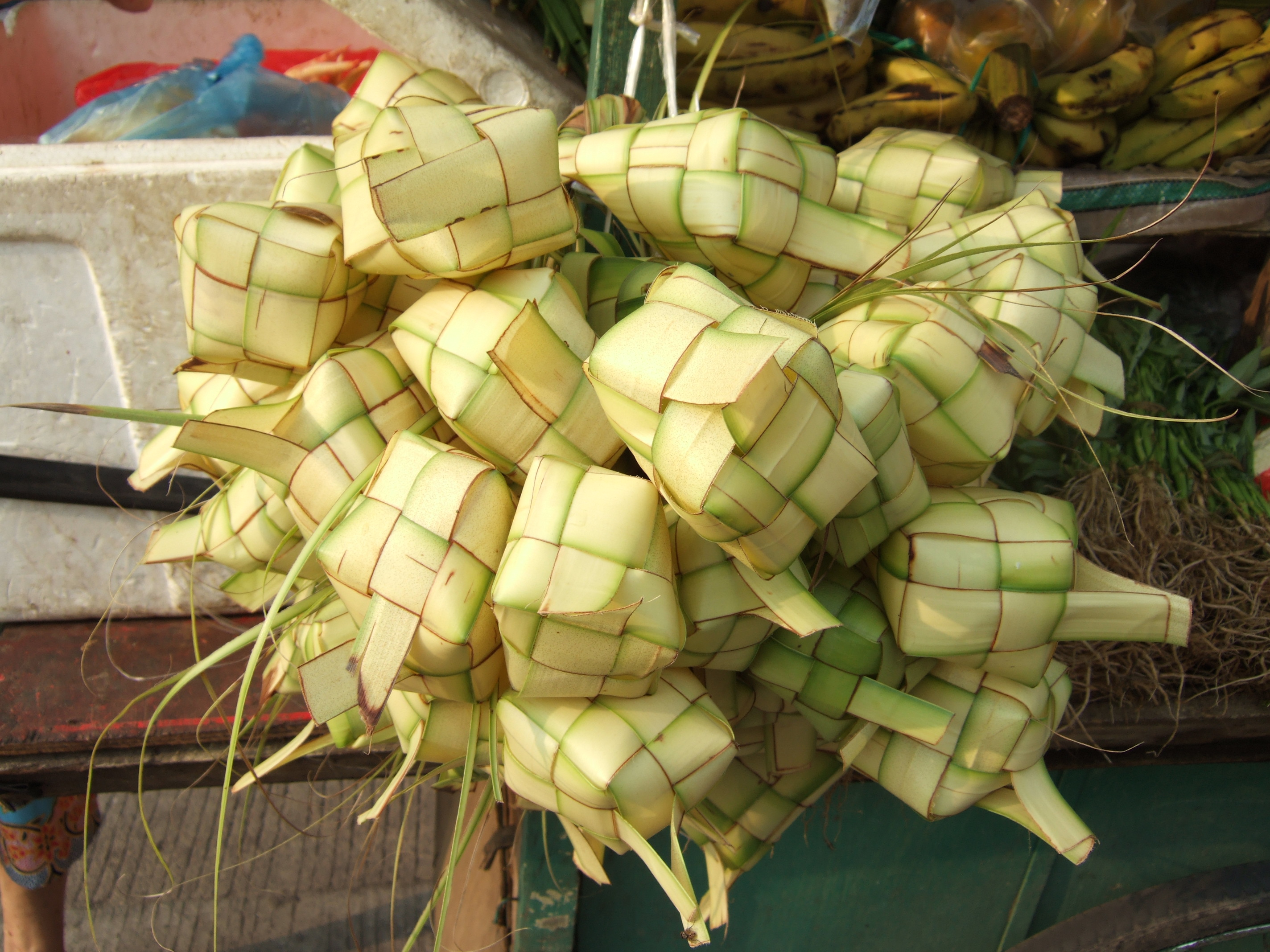
Зв'язка кошиків для приготування кетупатів, що продається на базарі

З кулінарної точки зору кетупат є досить нескладна страва. Попередньо замочений рис набивається в невеликі - об'ємом близько 80-120 мл - кошики, сплетені з розрізаного на смужки пальмового листя. Кошик має, як правило, прямокутну або багатокутну форму. Подібні оболонки для кетупатів виготовляються перед приготуванням або купуються у готовому вигляді - вони є досить поширеним товаром на традиційних ринках  .
Наповнені рисом приблизно наполовину кошики закривають, сплітаючи разом щоб залишалися вільними кінці смужок пальмового листя, і об'єднують у зв'язки. Зв'язки кетупатів занурюються в підсолену воду і варяться на повільному вогні вельми довго - протягом 4-5 годин. Під час варіння рис розбухає, заповнюючи весь кошик, його маса поступово ущільнюється. По закінченню варіння кошики остуджуються в холодній воді і розвішуються для сушіння. Для вживання кетупату в їжу кошик розрізається. Вміст висушеного кошика є щільний однорідний рисовий брикет - подібний до пудингу  .
Різні види кетупату відрізняються між собою виключно за рахунок форми кошиків, сортів пальми, листя якої використовуються для їх плетіння, і сортів рису. Ці відмінності, в свою чергу, обумовлюються в основному регіональною специфікою. Найбільш поширеним матеріалом для кошиків є листя кокосової пальми, що виростає в регіоні майже повсюдно. Дещо рідше використовуються листя віялової пальми - з урахуванням особливостей їх фактури кошики з них зазвичай мають трикутну форму. Трикутні кетупати, приготовані з клейкого рису, традиційні для ряду регіонів Малайзії. Іноді для обгортки кетупатов використовуються не пальмове, а бананове листя - подібна практика існує, зокрема, в Сінгапурі  . Іноді кошикам для кетупату надається незвичайна складна форма - наприклад, у вигляді фігурок тварин. Такі кетупати зазвичай виготовляються до свят або в якості дитячих ласощів . В кінці XX століття у продажу з'явилися напівфабрикати промислового виробництва - вже упаковані в кошики порції рису, готові до варіння .
Кетупат слід відрізняти від близької за технологією приготування страви — лонтонгу, який також широко розповсюджений в Індонезії, Малайзії, Сінгапурі та Брунеї. Лонтонг, на відміну від кетупату, предсталяет собою не прямокутний брикет, а довгу рисову «ковбаску», яка обертається при варінні не обплетенням із смужок пальмового листя, а цілісними банановим листям. Крім того, у випадку з лонтонгом в оболонку з листя набивається рис, який не замочений, а вже зварений майже до готовності . Ще більшою мірою кетупат відрізняється від лемангу — страви, популярної на Малаккському півострові, Суматрі та Калімантан е, в якому рис загортається в цілі бананове листя і готується на відкритому вогні в порожнистих стовбурах бамбука, всередину яких заливається кокосове молоко.

## Вживання

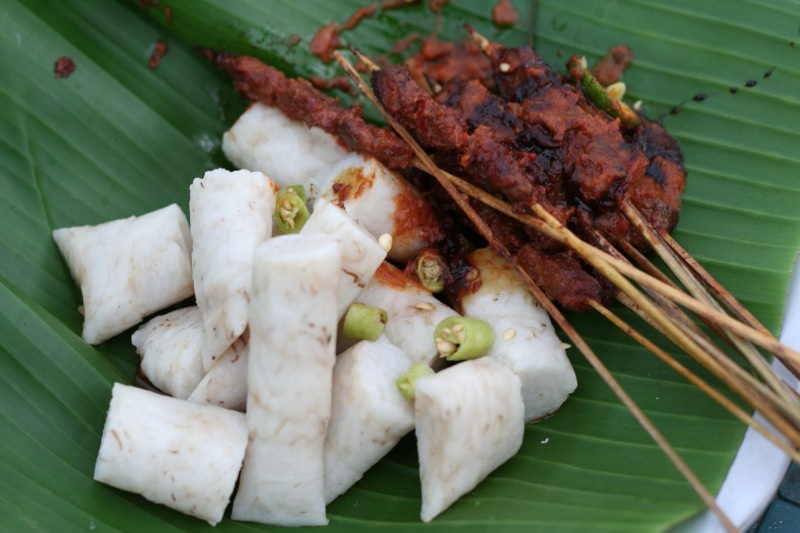
Кетупати, подані з сате

У багатьох регіонах кетупат є повсякденною стравою, яка, як правило, подається до багатьох традиційних страв, перш за все, до мініатюрних шашличків сате і овочевого салату гадо-гадо. Таким чином вийнятий з кошика кетупат виконує фактично ту ж роль, яку в європейській кухні виконує хліб або книдлі: нею заїдають основну страву або ж вимакують соуси та підливи. Крім того, цілі або порізані на шматочки кетупати нерідко кладуть в супи і каші — в цьому випадку вони перетворюються на подобу галушок .
При цьому практично повсюдно кетупат є невід'ємним атрибутом святкового столу - особливо під час мусульманського свята Ураза-байрам - в регіоні іменованого «Ідуль-Фітр», «Айділфітрі» (індонез. Idul Fitri, малай. Aidilfitri) - коли він подається за трапезою, що знаменує розговіння після Рамадану, а також весіль та інших сімейних свят. У багатьох місцевостях, наприклад, на південному узбережжі Яви, він сприймається виключно як частування, що подається при розговіння після посту і протягом кількох наступних святкових днів - там його виготовлення і вживання в звичайні дні не практикується .

## Кетупат в місцевій культурі
В силу своєї традиційної ролі як частування в день розговіння після Рамадану в Індонезії, Малайзії та Брунеї, а також серед мусульманського населення Сінгапуру та Філіппін кетупат став одним із символів цього релігійного свята. Житлові та громадські приміщення до дня Ураза-байрам часто декоруються кетупатами або їх пластиковими муляжами. Кетупат часто зображується на вітальних листівках, що розсилаються з нагоди закінчення посту .
Особливою популярністю в Індонезії користуються кетупати, виготовлені в Суматранському місті Бенгкулу, які відрізняються винятковою твердістю. У сучасній індонезійській мовоі словосполучення «бенгкульський кетупат» (індонез. ketupat Bengkulu) отримало алегоричне значення - кулак, кулачний удар. Відповідно, «пригостити бенгкульським кетупатом» означає побити, дати стусанів  .

## Галерея

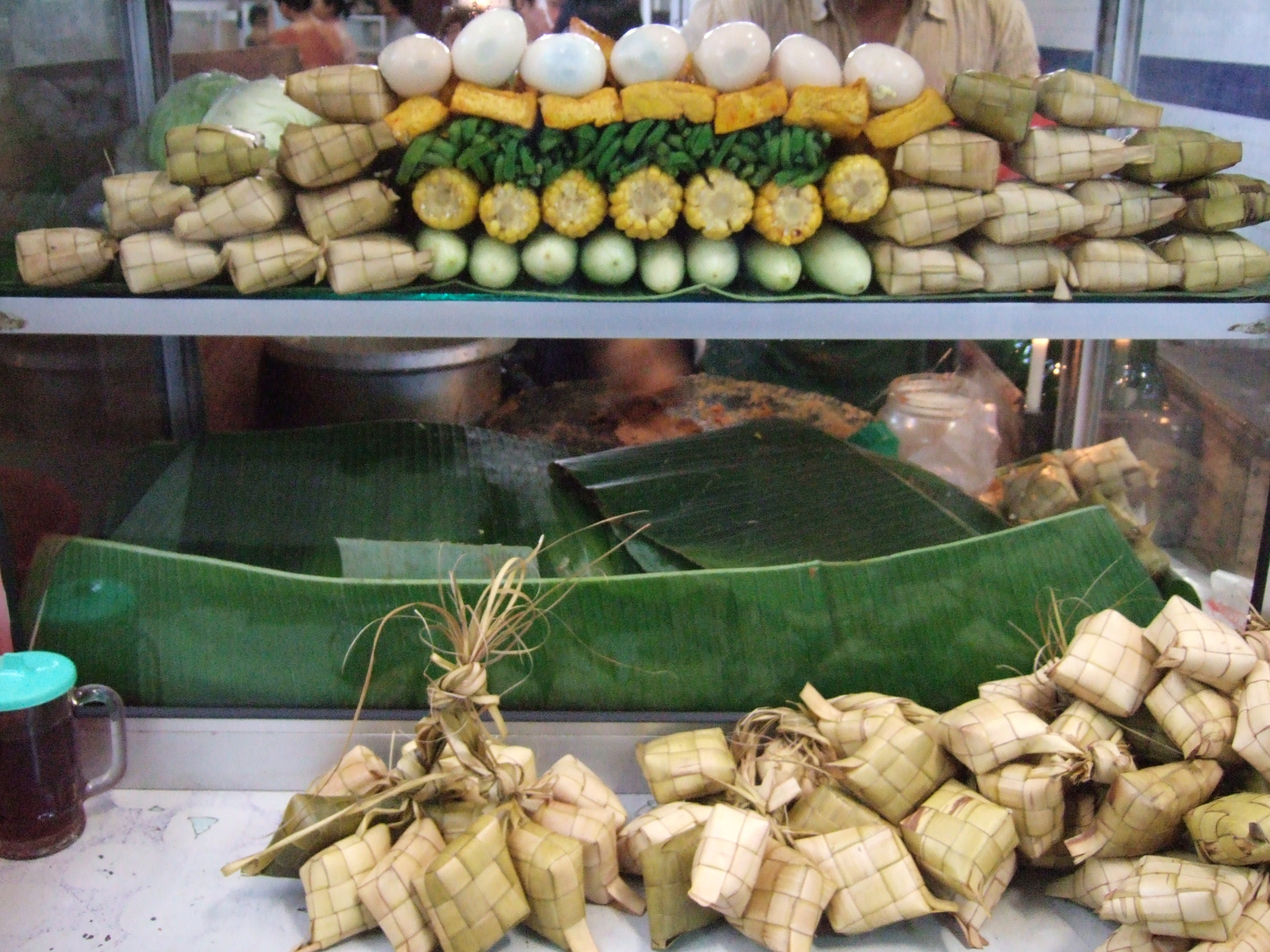
Кетупати на базарному лотку серед овочів. Індонезія
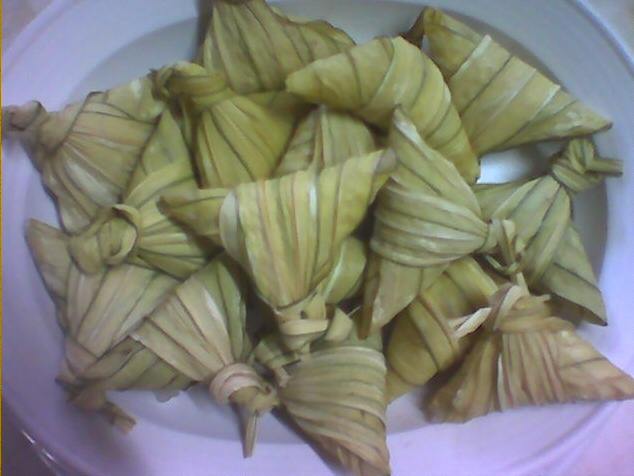
Кетупати трикутної форми. Малайзія
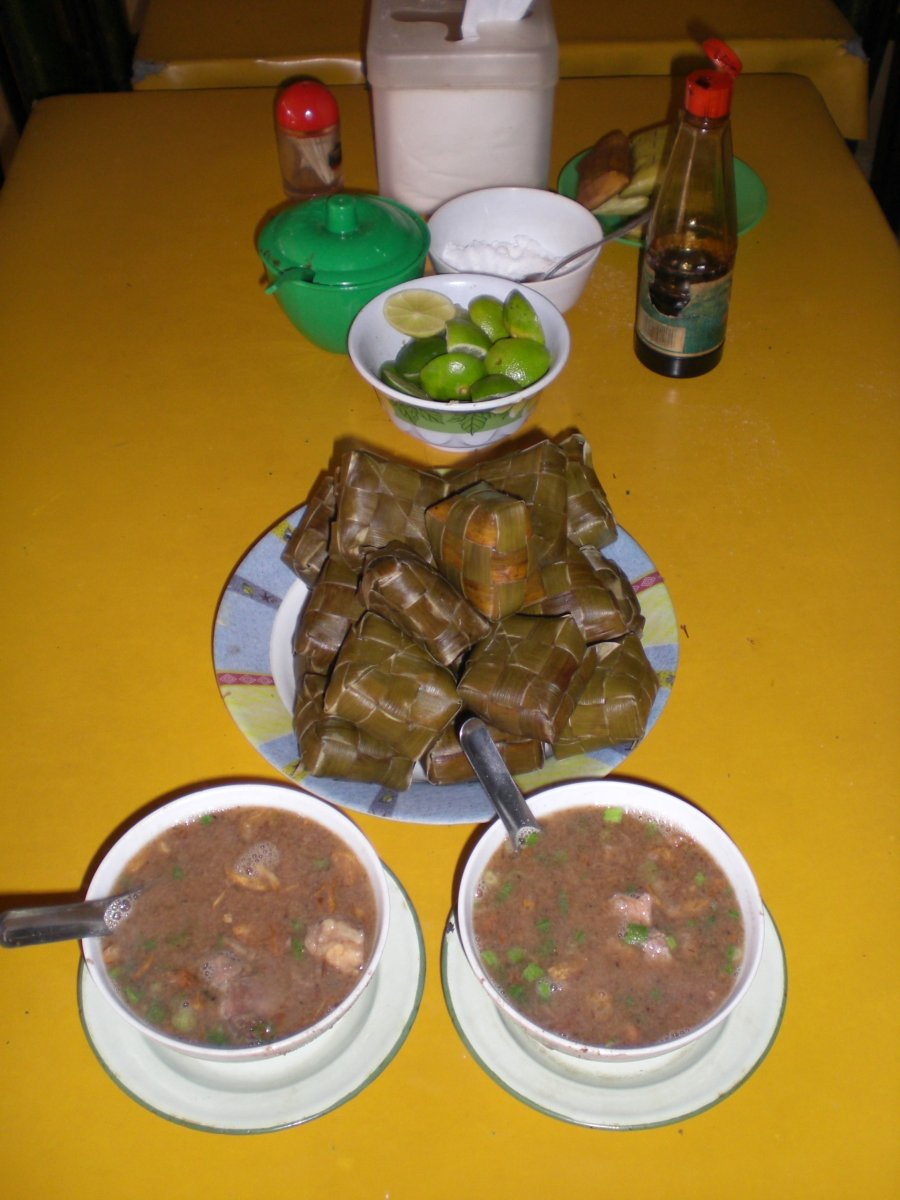
Традиційна подача супу з яловичих потрухів по-макассарські - з кетупатами. Індонезія
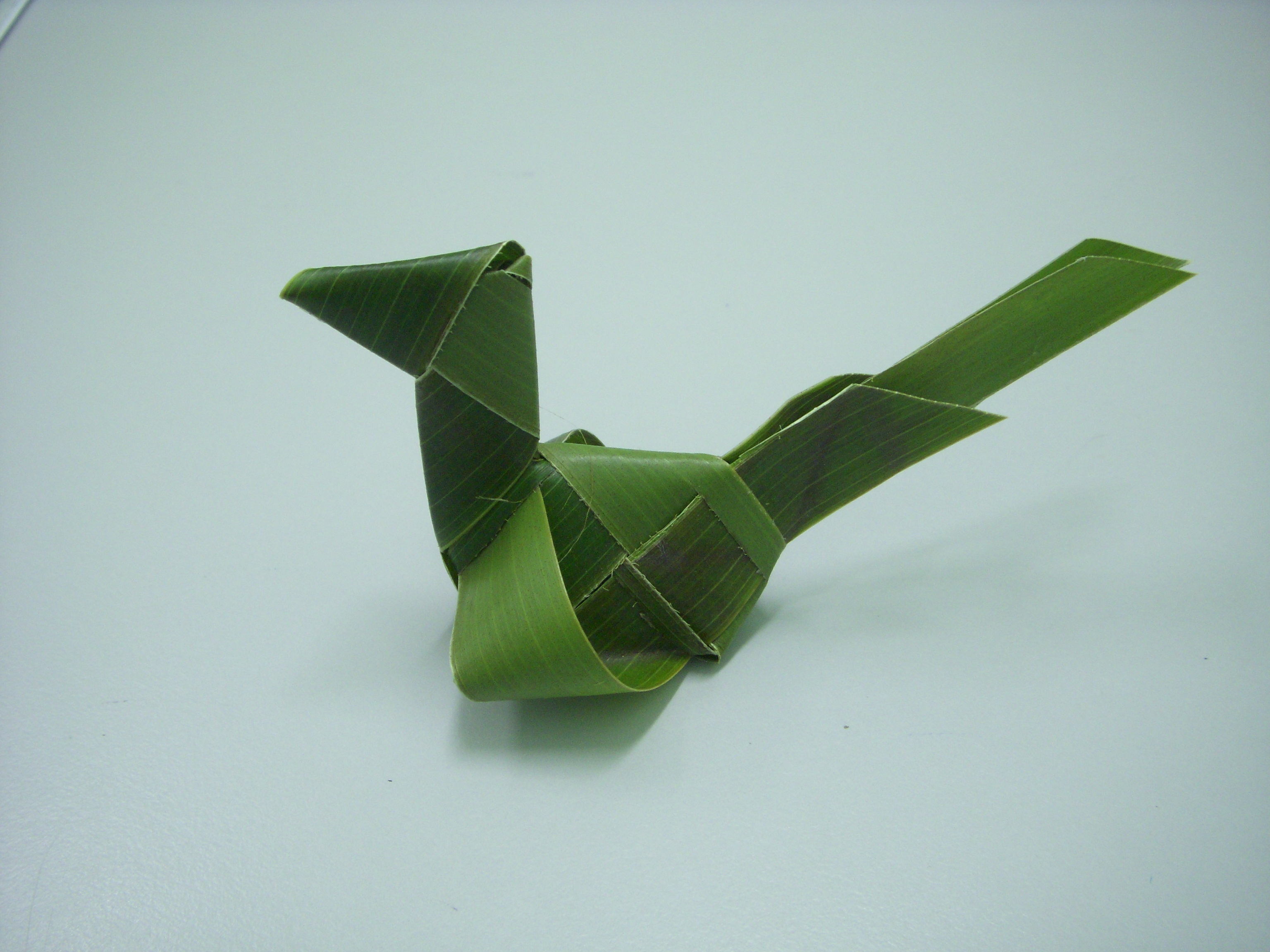
Кетупат у формі пташки. Калімантан, Малайзія